# Бугришиха
Бугриши́ха (рос. Бугришиха) — село у складі Кур'їнського району Алтайського краю, Росія. Адміністративний центр Бугришихинської сільської ради.

## Населення
Населення — 88 осіб (2010; 112 у 2002).
Національний склад (станом на 2002 рік):
- росіяни — 100 %